# Hamengkubuwono II

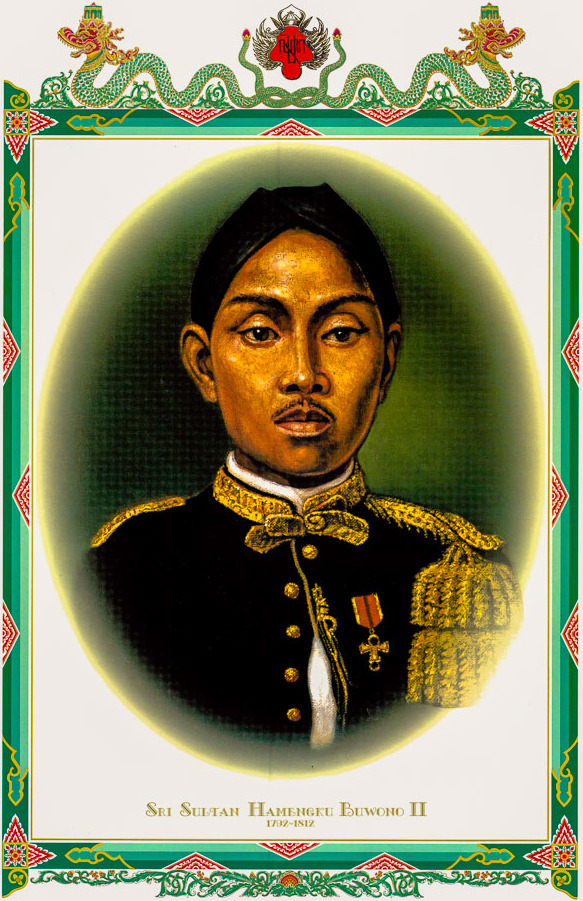
Hamengkubuwono II

Hamengkubuwono II (ook: Hamengkoeboewono II) was de tweede sultan of koning van Yogyakarta. Deze Javaanse vorst uit de dynastie der sultans van Yogyakarta werd op 7 maart 1750 in de omgeving van de Sundara in Kedhu geboren en stierf in de kraton van Yokyakarta op 3 januari 1828.
De volledige titel van de vorst was Zijne Hoogheid Sampeyan Dalam ingkang Sinuhun Kanjeng Sri Sultan Hamengkubuwono II Senapati ing Alaga Ngah 'Abdu'l-Rahman Saiyid ud-din Panatagama Khalifatu'llah ingkang Yumeneng Kaping, Sultan van Yogyakarta. Hij was de zoon van Hamengkubuwono I.
De dynastie van de Kartasura in Yogyakarta en Surakarta was door opvolgingsoorlogen en strijd met de Nederlandse kolonisator verdeeld geraakt. De agnaten bestreden elkaar en waren een speelbal van de Nederlanders en de Britten.
- Hamengkubuwono II regeerde voor het eerst van maart 1792 tot december 1810 en werd opgevolgd door zijn zoon Hamengkubuwono III
- Hamengkoeboewono II regeerde voor de tweede maal van 28 december 1811 tot juni 1812 en werd wederom opgevolgd door Hamengkubuwono III
- Hamengkoeboewono II regeerde voor de derde maal van 17 augustus 1826 tot zijn dood op 3 januari 1828 en werd ditmaal opgevolgd door zijn achterkleinzoon Hamengkubuwono V

## De eerste regeringsperiode
- Raden Mas Sundoro volgde zijn vader in maart 1792 als Hamengkubuwono II op. De idealistische vorst wilde de regering hervormen en stuurde ongeschikte hoge ambtenaren met pensioen. Zo werd Patih Danureja I vervangen door zijn kleinzoon, Patih Danureja II. Dit besluit werd later heel impopulair omdat Danureja II Nederlandsgezind was. Na enige tijd geregeerd te hebben raakte

Hamengkubuwono II steeds meer tegen de Nederlandse overheersing gekant. De Nederlanders wilden niet alleen handel drijven; zij probeerden Java uit te zuigen. De ooit zo machtige Vereenigde Oostindische Compagnie, zijn suzerein, was ondertussen insolvent geraakt omdat het de opiumhandel in Bengalen, de kurk waarop de VOC dreef, aan Engeland was kwijtgeraakt. In 1799 werd de failliete VOC genationaliseerd. De Bataafse Republiek werd nu de kolonisator van Java en deze republiek werd suzerein van de Javaanse heersers.
In 1808 werd de energieke en revolutionair gezinde maarschalk Herman Daendels benoemd tot gouverneur-generaal van Nederlands-Indië. Daendels was fel gekant tegen het feodale systeem; daartegen had hij zich ook in Europa al verzet. Daendels benoemde in de vorstenlanden gouverneurs met uitgebreide volmachten. Dat ging ten koste van de macht van de zelfregerende vorsten. Hamengkubuwono II probeerde zijn prerogatieven in stand te houden maar zijn verwant, de meer Nederlandsgezinde susuhunan Pakubuwono IV van Surakarta ging akkoord in de hoop dat Nederland het Rijk van Mataram weer zou herstellen.
Hamengkubuwono II kreeg ook problemen met Patih Danureja II. Uiteindelijk verving hij hem door zijn oomzegger prins Natadiningrat, een zoon van zijn broer prins Natakusuma. Onder een nieuwe regering kon de sultan van Yogyakarta een dubbel spel gaan spelen; hij steunde onopvallend de opstand van zijn verwant raden Rangga Besanya.
Nederland versloeg de raden Rangga en de hoge kosten van de oorlog werden aan Hamengkubuwono II in rekening gebracht. Hamengkubuwono II weigerde, waarop Daendels, het dubbele spel beu, in december 1810 de kraton liet bestormen. Hamengkubuwono II werd op vernederende wijze afgezet. De zoon van Hamengkubuwono II en Bandara Radin Ayu Adipati Sepu/Gusti Kanjeng Ratu Kedhaton werd op 31 december 1810 benoemd tot prins-regent van Jogjakarta.

## De tweede regeringsperiode
- Hamengkubuwono II regeerde voor de tweede maal van 28 december 1811 tot juni 1812 en werd wederom opgevolgd door Hamengkubuwono III.

Zolang zijn vader nog in leven was, stond de zoon niet sterk . Op 28 december 1811 werd Hamengkubuwono II, die gebruikmaakte van de nederlaag van Daendels tegen de Britten onder Thomas Raffles weer zelfregerend sultan.  maar dat duurde niet lang, want de vorst kon evenmin leven met de Britse overheersing van Java en maakte openlijk ruzie met de kortaangebonden Brit. Susuhunan Pakubuwono IV van Surakarta maakte handig gebruik van de situatie door Hamengkubuwono II aan te moedigen in zijn verzet tegen de Britten. De correspondentie tussen de Indische vorsten werd, zoals al vaker was gebeurd, onderschept, en de Britten straften Hamengkubuwono II in juni 1812 door zijn kraton te bestormen. Hamengkubuwono II werd op 20 juni 1812 weer afgezet en op 28 juni 1812 werd hij op een Brits schip naar Penang gevoerd. Daar bleef hij tot april 1815. 
Hamengkubuwono III werd op de troon van Yogyakarta hersteld en de medeplichtige Pakubuwono IV verloor een deel van zijn grondgebied. Bovendien werd op 22 juni 1812 werd een deel van het territorium van Yogyakarta aan een nieuw geïntroniseerde onderkoning uit het Huis Pakualam geschonken. De aan de koloniale machten trouwe prins Nata Kusuma vestigde een dynastie die formeel onderworpen was aan de susuhunan, de eerste onder de Javaanse vorsten, maar de heersers waren lager in rang dan de sultans van Jogjakarta. In de praktijk was Pakualam het vierde vorstenland op Java. 
Nadat de Britten de macht in Batavia weer aan de Nederlanders hadden overgedragen, werd de als gevaarlijk beschouwde Javaan al op 10 januari 1817 naar Ambon gezonden. In de jaren 1825-1826 werd Hamengkubuwono II gevangen gehouden op Nederlandse schepen in de havens van Surabaya en Batavia.

## De derde regeringsperiode
- De nu 76 jaar oude Hamengkubuwono II regeerde voor de derde maal van 17 augustus 1826 tot zijn dood op 3 januari 1828 en werd ditmaal opgevolgd door zijn achtjarige achterkleinzoon Hamengkubuwono V.

## De familie
Zijn moeder was Gusti Kanjeng Ratu Kadipaten/Gusti Kanjeng Ratu Agung Tegalraya, de tweede vrouw van zijn polygame vader.
Hij huwde zelf 33 maal en liet tachtig kinderen na.
Hamengkubuwono II stierf in 1828 in de kraton en werd opgevolgd door zijn achtjarige tiende zoon Gusti Radin Mas Suriya uit het huwelijk met de eerste koningin, Ratu Kedhaton (1750-juli 1820). Hamengkubuwono II werd niet bijgezet in een van de mausolea van de dynastie van Kartasura op de heilige "sneeuwberg" Imagiri.